# Abraxas subhyalinata
Abraxas subhyalinata är en fjärilsart som beskrevs av Johannes Karl Max Röber 1891. Abraxas subhyalinata ingår i släktet Abraxas och familjen mätare. Inga underarter finns listade i Catalogue of Life.